# Джам'ян Рінчен Г'ялцен
Джам'ян Рінчен Г'ялцен (тиб. ཇམ་དབྱངས་རིན་ཆེན་རྒྱལ་མཚན; бл. 1257– 5 лютого 1305) — 6-й діші (імператорський наставник) Тибету в 1304—1305 роках, 10-й сак'я-трицзін (настоятель-правитель) школи Сак'я у 1286—1298 роках.

## Життєпис
Походив з аристократичного роду з області Шаншун (західний Тибет). Син Чукпо Єцун К'яба, настоятеля підшколи Шарпа (Східної) школи Сак'я. Здобув класичну освіту для представників сак'яської школи підорудою Пагба-лами.
1282 року після того як сак'я-трицзін Дхармапала Раксіта став діші (імператорським наставником), то посада очільника школи Сак'я перейшла до Джам'ян Рінчен Г'ялцена. Завдяки гарним відносинам з державним міністром Санге сприяв посиленню впливу підшколи Шарпа при імператорському дворі.
1286 році діші став брат Джам'ян Рінчен Г'ялцена — Єше Рінчен. Втім відбувається подальше зменшення цивільного та політичного впливу сак'я-трицзіна в Тибеті, де фактично керували дпон-чени, призначені імператором. Останній наказав 1287 року провести новий перепис населення, що стало приводом до повстання, яке очолила школа Дрікунґ Каґ'ю. Воно тривало до 1290 року, коли зрештою юаньські війська здобули перемогу, а потім пройшли до кордонів Ассаму. Було підтверджено владу школи Сак'ю скрізь в Тибеті.
Втім становише Джам'ян Рінчен Г'ялцена послабилося, коли 1291 року його брата на посаді діші замінив Дракпа Одзер, а міністра Санге було страчено імператором. 1298 року рішенням нового імператора Оладжейту-Темура новим сак'я-трицзіном було призначено Санпопала. Разом з тим в південнозахідному Тибеті все більше посилювалася держава Кхаса (з долини Джумла).
Втім Джам'ян Рінчен Г'ялцен здійснював фактичне керування школою Сак'я до 1303 року, коли його було викликано до Ханбалику. В лютому 1304 року призначається на посаду діші. Втім помер 1305 року. Цю посаду отримав Санґ'єпал.